# Liste der Werke von Kalevi Aho
Dies ist eine Liste der Werke des finnischen Komponisten Kalevi Aho.

## Opern
- Avain (Der Schlüssel) (1977–78). Dramatischer Monolog für Bariton und Kammerorchester. Libretto von Kalevi Aho in Zusammenarbeit mit Juha Mannerkorpi nach dessen gleichnamigem Monolog, UA: 4. September 1979 (Deutsche Erstaufführung mit dem Titel Der Geburtstag in Hamburg (Hamburgische Staatsoper), 4. November 1982)
- Hyönteiselämää (Insektenleben) (1985–87). Oper in 2 Akten. Libretto vom Komponisten nach dem Theaterstück Ze života hmyzu / Aus dem Leben der Insekten von Josef Čapek und Karel Čapek, UA: 27. September 1996.
- Salaisuuksien kirja (Das Buch der Geheimnisse) (1998). Oper in einem Akt und 4 Szenen. Libretto: Paavo Rintala und Kalevi Aho, UA: 15. Juli 2000
- Ennen kuin me kaikki olemme hukkuneet (Bevor wir alle ertrunken sind) (1995/1999). Libretto von Kalevi Aho basierend auf dem gleichnamigen Hörspiel von Juha Mannerkorpi, UA: 8. Februar 2001. (Deutsche Übersetzung von Dietrich Assmann und Kalevi Aho. Deutschsprachige Erstaufführung am 8. Februar 2002 am Theater Lübeck, hrsg. vom Theater Lübeck, Spielzeit 2001/02, Redaktion und Gestaltung: Swantje Köhnecke)[1]
- Frida y Diego (2012–13). Oper in 4 Akten. Libretto (in spanischer Sprache) von Maritza Nuñez basierend auf Details der Biografien von Frida Kahlo und Diego Rivera. UA: 17. Oktober 2014, Musiikkitalo (Helsinki Music Centre).

## Sinfonien
- Sinfonie Nr. 1 (1969), UA: 18. Februar 1971.
- Sinfonie Nr. 2 (1970/1995), UA: 17. April 1973.
- Sinfonie Nr. 3 für Violine und Orchester (Sinfonia concertante), UA: Helsinki 20. Februar 1975
- Sinfonie Nr. 4 (1972–73), UA: 12. März 1974.
- Sinfonie Nr. 5 (1975–76), UA: 19. April 1977.
- Sinfonie Nr. 6 (1979–80), UA: 13. März 1980.
- Sinfonie Nr. 7 (1988), UA: 26. Oktober 1988.
- Sinfonie Nr. 8 für Orgel und Orchester (1993), UA: Lahti, 4. August 1994.
- Sinfonie Nr. 9 für Posaune und Orchester (Sinfonia concertante Nr. 2) (1993–94).
- Sinfonie Nr. 10 (1996), UA: 6. Februar 1997.
- Sinfonie Nr. 11 für 6 Schlagzeuger und Orchester (1997–98), UA: Lahti, 10. März 2000 (Eröffnungskonzert Sibelius-Halle)
- Sinfonie Nr. 12 Luosto-Sinfonia (Luosto Symphonie) für Symphonieorchester, Kammerorchester, 10 off-stage Musiker (Schlagzeug und Blechbläser) und 2 Solisten (Sopran und Tenor). I: Šamaanit (Die Schamanen) II. Kaamos ja keskikesä (Polarnacht und Mitsommer) III. Laulu tunturissa (Lied der Berge) IV. Myrsky tunturissa (Sturm in den Fjells / Bergen) (2001-02), UA: Sodankylä, 16. August 2003.
- Sinfonie Nr. 13 Sinfonisia luonnekuvia (Symphonische Charakterisierungen) UA: Lahti, 17. März 2005.
- Sinfonie Nr. 14 Rituaaleja (Rituale) für Darabuka, Djembé, Gongs und Kammerorchester (2007), UA: 27. November 2007 (siehe Konzert für Viola und Kammerorchester bzw. Kysymysten kirja. Die Symphonie bildet den 3. und abschließenden Teil eines Konzert[s] für Kammerorchester. Die Suite für Mezzosopran und Kammerorchester Kysymysten kirja / Buch der Fragen und das Konzert für Viola und Kammerorchester werden ohne Pause gespielt. Jedes der drei Werke kann gesondert aufgeführt werden.)
- Sinfonie Nr. 15 (2009–10), UA: 26. März 2011.[2]
- Sinfonie Nr. 16 für 60 Streicher, 4 Schlagzeuger und Mezzosopran (2013–2014), Text: Die Fahrende (Gertrud Kolmar), UA: 2. September 2015.[3]
- Sinfonie Nr. 17 Sinfonisia freskoja (Symphonische Fresken) (2017). Die drei Sätze der Symphonie können auch gesondert, als selbständige symphonische Dichtungen aufgeführt werden: I. Syvyydestä (Aus der Tiefe) II. Scherzo macabre III. Kaukaisia lauluja (Ferne Lieder) UA: Lahti, 4. April 2019.
- Sinfonie Nr. 18 (2023), UA: Mikkeli, 8. Februar 2024. http://www.the-new-listener.de/index.php/2024/03/10/zum-75-geburtstag-kalevi-ahos-symphonie-nr-18-uraufgefuehrt/

- Kammersinfonie Nr. 1 für 20 Streicher (1976), UA: 22. August 1976.
- Kammersinfonie Nr. 2 für 20 Streicher (1991–92), UA: Kokkola, 9. Februar 1992.
- Kammersinfonie Nr. 3 für Altsaxophon und 20 Streicher. I. ... jäätyivät umpeen levottomat vedet (...zugefroren sind die unruhigen Wasser) II. ...ah, olen kuullut villihanhien huudot (...ach, ich habe die Rufe der Wildgänse gehört) III. ...pitkät yöt sulavat (...die langen Nächte schmelzen) IV. ...soutaa avomerta päin tulipunainen laiva (...es rudert zur hohen See ein feuerrotes Schiff) (1995–96), UA: 26. August 1997.[4]

## Orchesterwerke
- Hiljaisuus (Stille) (1982), UA: 1985.
- Pergamon für 4 Orchestergruppen, 4 Rezitatoren und Orgel, (1990), UA: 1990 [Textpassagen aus Peter Weiss: Die Ästhetik des Widerstands. Auftragsarbeit zur 350-Jahr-Feier der Universität Helsinki].
- Syvien vesien juhla. Fantasia orkesterille (Die Feier der tiefen Wasser. Fantasie für Orchester) (1995), UA: 1995.
- Kiinalaisia lauluja (Chinesische Lieder); Texte: Li Qingzhao (1997), UA: 1997
- Tristia. Phantasie für Blasorchester (1999), UA: 1999.
- Sinfonisia tansseja. Hommage à Uuno Klami (Symphonische Tänze) (2001), UA: 2001.
- Nyt ylös sieluni (Hinauf muss meine Seele); Choralvorspiel für Orchester (2001), UA (CD-Aufnahme): 2003
- Päiwä nyt ehtii ehtoollen (Zum Abend wechselt jetzt der Tag); Choralvorspiel für Orchester (2002), UA (CD-Aufnahme, 2002).
- Louhi (2003), UA: 2003.
- Kysymysten kirja / Buch der Fragen. Suite für Mezzosopran und Kammerorchester; Texte: Pablo Neruda (2006), UA: 2007.
- Lamu. Raummusik für 10 Trompeten, 4 Hörner, 2 Baritonhörner und 2 Tuben (2008), UA: 2008.
- Minea - Concertante Music for Orchestra (2008), UA: 2009.
- Historiallisia kuvia (Bilder aus der Geschichte) für Kammerensembles und Kammerorchester (2009), UA: 2009.
- Gejia. Chinese Images for Orchestra (2012), UA: 2013.
- Maailman kaunein sointu (Der schönste Akkord der Welt); für Jugendorchester (2016), UA: 2016.
- Variation XII (2017) zu Pictured Within: Birthday Variations for M. C. B. (Gemeinschaftsauftrag der BBC Proms anlässlich des 60. Geburtstags von Martyn Brabbins an Kalevi Aho, Sally Beamish, Harrison Birtwistle, Richard Blackford, Gavin Bryars, Brett Dean, Dai Fujikura, Wim Henderickx, Colin Matthews, Anthony Payne, John Pickard, David Sawer, Iris ter Schiphorst, Judith Weir), UA 2019.
- Kirje tuolle puolen (Brief ins Jenseits); für Streicher (2018), UA: 2019.
- Winnipeg - Fanfare for Orchestra (2022), UA: 2023.

## Instrumentalkonzerte

### Klavier
- Konzert für Klavier und Orchester Nr. 1 (1988–89)
- Konzert für Klavier und Orchester Nr. 2 (Klavier und Streichorchester) (2001–02)

### Streichinstrumente
- Konzert für Violine und Orchester Nr. 1 (1981)
- Konzert für Violoncello und Orchester Nr. 1 (1983–84)
- Konzert für Kontrabass und Orchester (2005)
- Konzert für Viola und Kammerorchester (2006)
- Konzert für Violoncello und Orchester Nr. 2 (2013)[13]
- Konzert für Violine und Orchester Nr. 2 (2015)
- Konzert für Erhu und Kammerorchester (2024)
- Loihtu - Ritualkonzert für Violine und Gagaku Orchester (2024)

### Holzblasinstrumente
- Konzert für Flöte und Orchester (2002)
- Konzert für Fagott und Orchester (2004)
- Konzert für Kontrafagott und Orchester (2004–05)
- Konzert für Klarinette und Orchester (2005)
- Konzert für Oboe und Orchester (2007)
- Konzert für Sopransaxophon und Kammerorchester (2014–15)
- Konzert für Tenorsaxophon und Orchester (2015)
- Konzert für Bassklarinette und Orchester (2018)
- Konzert für Blöckflöte und Orchester (2020)
- Konzert für Altflöte und Orchester (im 4. Satz: Bassflöte) (2021)
- Simplicius Simplicissimus. Konzert für Piccoloklarinette Es-Klarinette und Orchester (2021)
- Konzert für Piccoloflöte und Orchester (2025)

### Blechblasinstrumente
- Konzert für Tuba und Orchester (2000–01)
- Konzert für Posaune und Orchester (2011)
- Konzert für Trompete und Blasorchester (2011)
- Konzert für Horn und Kammerorchester (2011)
- Konzert für Baritonhorn und Orchester (2022)

### Diverse
- Sieidi. Konzert für Schlagwerk und Orchester (2010)[21]
- Acht Jahreszeiten. Konzert für Theremin und Kammerorchester (2011)
- Konzert für Pauke und Orchester (2015)
- Konzert für Akkordeon, 19 Streichinstrumente und Fagott (2015–16)
- Mearra. Kammerkonzert für Harfe und 13 Streichinstrumente (2016)
- Konzert für Gitarre und Kammerorchester (2018)
- Sonata Concertante für Akkordeon und Streichinstrumente (1984/2019)
- Konzert für Kantele und Streichinstrumente (2023)

### Instrumentalkonzerte in Mehrfachbesetzung
- Doppelkonzert für zwei Violoncelli und Orchester (2003)
- Kellot (Glocken). Konzert für Saxophonquartett und Orchester (2008)
- Doppelkonzert für Englischhorn, Harfe und Orchester (2014)[23]
- Doppelkonzert für zwei Fagotte und Orchester (2017-18)
- Tripelkonzert für Violine, Violoncello, Klavier und Kammerorchester (2018)
- Kuutamokonsertto (Mondscheinkonzert). Doppelkonzert für Viola und Schlagwerk (2020)
- Doppelkonzert für Flöte und Harfe (2020)
- Doppelkonzert für Violine und Violoncello (2022)

## Kammermusik/Instrumental

### Die Solo-Reihe
- Solo I, für Violine (1975), UA: 26. Januar 1986
- Solo II, für Klavier (1985), UA: 27. Februar 1986
- Solo III, für Flöte (1990–91), UA: 14. April 1991
- Solo IV, für Violoncello (1997), UA: 4. Januar 1998
- Solo V, für Fagott (1999), UA: 1. November 1999
- Solo VI, für Kontrabass (1999), UA: 13. November 1999
- Solo VII, für Trompete (2000), UA: 8. Juli 2014
- Solo VIII, für Euphonium (2003), UA 3. April 2004
- Solo IX, für Oboe (2010), UA: 22. Juni 2011
- Solo X, für Horn (2010), UA: 28. Juni 2019
- Solo XI - Hommage à Munir Bashir, für Gitarre (2013), UA: 12. Juni 2014
- Solo XII - In memoriam EJR (Einojuhani Rautavaara), für Viola (2016), UA: 11. August 2017
- Solo XIII, für Posaune (2017, UA: 31. Mai 2019)
- Solo XIV, für Klarinette (2018, UA: 12. Oktober 2019)
- Solo XV, für Marimba (2018, UA: 9. Februar 2020)
- Solo XVI - Ballade, für Harfe (2019, UA: 28. Juni 2019)
- Solo XVII, für Clavichord (2020, UA: 9. Oktober 2021, Wittenberg; Michael Hasel, Clavichord von Andreas Hermert)
- Solo XVIII, für Tuba (2021), UA 20. April 2024

### Klavier
- 19 Präludien für Klavier (1965–68), UA 2014
- Drei Kleine Stücke für Klavier (1971)
- Klaviersonate Nr. 1 (1980), UA: 1980
- Zwei leichte Stücke für Kinder (1983)
- Sonatine (1993)
- Klaviersonate Nr. 2 Hommage à Beethoven (2016), UA: 2017
- Seijaku no Uzu (Der Sog der Stille); für Klavier linke Hand (2021), UA: 2021

### Sonaten für diverse Instrumente
- Sonate für Violine solo (1973)
- Sonate für Oboe solo (1985)
- Sonate Nr. 1 für Akkordeon solo (1989)
- Sonate für 2 Akkordeons (1989)
- Sonate Nr. 2 Black Birds für Akkordeon solo (1990)
- In memoriam Pehr Henrik Nordgren; für Violine solo (2009), UA: 2009
- Sonate für Gitarre solo (2019)
- Sonate für Violoncello und Klavier(2019)
- Sonate Nr. 3 für Akkordeon solo (2022)
- Sonate für Viertelton-Akkordeon (Sonate Nr. 4 für Akkordeon solo) (2024)

### Duos
- Präludium, Toccata & Postludium für Violoncello und Klavier (1974), UA: 14. Februar 1977
- Sonate für Oboe und Klavier (1985), UA: 26. März 1985
- Nuppu (Knopf), für Flöte und Klavier (1991), UA: 8. Dezember 1991
- Sieben Inventionen mit Postludium für Oboe und Violoncello (1986/1998), UA: 28. November 1998
- Sonate für 2 Akkordeons (1989; Version der Solosonate für Akkordeon Nr. 1), UA: 27. Oktober 2002
- Epilog für Posaune und Orgel (1998), UA: 3. April 1998
- Ballade für Flöte, Violoncello, Fagott und Klavier (1999), UA: 16. Oktober 1999
- Lamento für 2 Violinen oder 2 Bratschen (2001), UA: 16. Februar 2001
- Quasi una fantasia für Horn und Orgel (2011), UA: 11. März 2012
- ER-OS für Violine und Klarinette (2015), UA: 21. Februar 2016
- Partita für Violoncello und Gitarre (2016), UA: 13. August 2016
- Elegie für Kontraforte und Klavier (2016), UA: 22. Juni 2017
- Lied für Oboe und Klavier (2017), UA: 28. Januar 2018
- Sonate für Violoncello und Klavier (2019), UA: 2. Oktober 2020
- Venematka (Barcarole) für Violoncello und Klavier (2019), UA: 9. Juli 2022
- Prolog und Epilog zu Strawinskys Suite Italienne, für Violine und Akkordeon (oder Klavier) (2022), UA: September 2022
- Le Tombeau de J.K. für Violine und Klavier (2022), UA: 11. Juni 2022
- Fragen für zwei Violinen (2022), UA: 7. März 2023
- Ruija, für Flöte und Violoncello (2023), UA 17. August 2024

### Trios
- Viisi bagatellia (Fünf Bagatellen) für Flöte, Violoncello und Klavier (2000), UA: 24. März 2001
- Laulu maasta (Das Lied der Erde), für Oboe, Violine und Orgel (2002), UA: 8. März 2002
- Trio für Klarinette, Viola und Klavier (2006), UA: 25. November 2006
- Kumaus für Akkordeon, Kontrabass und Schlagzeug (2023), UA: 18. August 2024

### Streichquartette
- Streichquartett Nr. 1 (1967)
- Streichquartett Nr. 2 (1970)
- Streichquartett Nr. 3 (1971)
- Kimasen lento (Kimas Flug); für  Streichquartett (1998)
- Tango 60 (2012)
- Streichquartett Nr. 4 (2021)
- Streichquartett Nr. 5 In memoriam Elke Albrecht (2021)
- Sumussa (Nebel) (2023)

### Quintette
- Quintett für Oboe und Streichquartett (1973)
- Quintett für Fagortt und Streichquartett (1977)
- Quintett für Flöte, Oboe und Streichtrio (1977)
- Quintett für Alt-Saxophon, Fagott, Viola, Violoncello und Kontrabass (1994)
- Quintett für Klarinette und Streichquartett (1998)
- Quintett für Flöte, Violine, zwei Violas und Violoncello (2000)
- Bläserquintett Nr. 1 (2006)[32]
- Streichquintett Hommage à Schubert (2009)
- Quintett für Oboe, Klarinette, Fagott, Horn und Klavier (2013)[18]
- Bläserquintett Nr. 2 (2014)[32]
- Quintett für Horn und Streichquartett (2019)
- Mysterium. Klavierquintett für Klavier (linke Hand) und Streichquartett (2019)
- Berliner Bagatelle, für Bläserquintett (2018)

### Sextett
- Sonata concertante für Akkordeon und Streichquintett (2 Violinen, Viola, Violoncello, Kontrabass; Bearbeitung der Akkordeonsonate Nr. 1) (2019), UA: 2020

### Orgel
- Häämarssi I (Hochzeitsmarsch I) für Orgel (1973).
- Häämarssi II (Hochzeitsmarsch II) für Orgel (1976)
- Ludus solemnis für Orgel (1978), UA: 1979
- In memoriam für Orgel (1980), UA: 27. September 1980
- Kolme interludia (Drei Interludien für Orgel; 1993), UA: März 1994
- Hääsoitto (Hochzeitsmusik) für Orgel (1999)
- Alles Vergängliche. Symphonie für Orgel (2007), UA: 25. Juni 2009
- Nyt ylös sieluni. Choralpräludium für Orgel (2001/2015)
- Päiwä nyt ehtii ehtoollen (Choralpräludium für Orgel; 2015), UA: 6. März 2016
- Herr Gott, erhalt uns für und für (Choralpräludium für Orgel; 2017), UA: 24. April 2018

## Vokal
- Lasimaalaus / Glasmalerei (oder Buntglas), für Frauenchor (1974), Text: Aila Meriluoto
- Kolme laulua elämästä (Drei Lieder des Lebens); für Tenor und Klavier (1977), Text: Raimo Lehmonen.
- Kyynikon paratiisi (Das Paradies des Kynikers). Kabarettlied für Tenor und 10 Instrumentalisten (oder für Tenor und Klavier) (1991). Text: Esko-Pekka Tiitinen.
- Veet välkkyy taas (Das Wasser schimmert wieder); für Männerchor (1992), Text: Viljo Kojo
- Mysteerio (Mysterium); für Frauenchor (1994), Text: Maritza Nuñez
- Ilo ja epäsymmetria (Freude und Asymmetrie): Suite für gemischten Chor (1996), Text: Mirkka Rekola
- Kiinalaisia lauluja (Chinesische Lieder); für Sopran und Orchester (1997), Texte altchinesischer Lyriker, Finnische Übersetzung: Pertti Nieminen (vgl. „Orchesterwerke“)
- Kolme Bertrandin monologia (Drei Monologe des Bertrand); für Bariton und Orchester (1998), Text: Paavo Rintala und Kalevi Aho (aus der Oper Salaisuuksien kirja / Das Buch der Geheimnisse), UA: 2000.
- Kysymysten kirja (Buch der Fragen); für Mezzosopran und Kammerorchester (2006), Text: Pablo Neruda; (vgl. Symphonie Nr. 14)
- Kolme Mawlana Rumin runoa (Drei Gedichte des Maulawī Rumi) für gemischten Chor (2010), Text: Rumi, finnische Übersetzung: Jaakko Hämeen-Anttila
- Sateen aikaan (Während des Regens); fünf Gesänge für Mezzosopran und Streichquartett auf Gedichte von Tuomas Anhava (2017), UA: 2017
- Hauki ja naakka (Der Hecht und die Dohle); zwei Lieder für Bariton und Harfe (oder Klavier) (2020) auf Texte von Aaro Hellaakoski und P. Mustapää (= Martti Haavio)

## Orchestrierungen und Bearbeitungen
- Modest Mussorgsky: Lieder und Tänze des Todes (Liederzyklus für Gesang und Klavier); für Bass und Orchester (1984)
- Leevi Madetoja: Lauluseppele (Liederkranz); Arrangement der Kantate für Männerchor a cappella (1987)
- Uuno Klami: 1. Akt des Ballets Pyörteitä (Wirbel) (Orchestrierung 1988)
- Erik Tulindberg: Streichquartette I-VI; Vervollständigung (1995)
- Jean Sibelius: Karelia: Rekonstruktion und Vervollständigung (1997)
- Michael Praetorius: Vom Himmel hoch; Instrumentation für Orchester und Orgel der Motette für Doppelchor (1998)
- Yrjö Kilpinen: Lakeus, Liederzyklus op. 22 für Bariton und Klavier; Fassung für Bariton und Orchester (1998)
- J. S. Bach: Praeludium et Fuga [con Largo] in C BWV 545 (für Orgel); Fassung für Symphonieorchester, Kammerorchester und 10 off-stage Musiker (2005)
- Jean Sibelius: Promootiokantaatti 1897 (Kantate für die Promotionsfeierlichkeiten der Universität Helsinki 1897); Rekonstruktion und Vervollständigung der Chorparts der Kantate für gemischten Chor und Klavier (2010)
- J. S. Bach: Die Kunst der Fuge: Contrapunctus XIV (Vollendung des Werkes in drei Fassungen: für Orgel; Saxophonquartett; Streicher; 2011)
- Einojuhani Rautavaara: Deux Sérénades für Violine und Orchester (2016); Vollendung des Werkes (2018)
- Jean Sibelius: Cinq morceaux op. 75, Bearbeitung der Klaviersuite für Kammerorchester (2024); UA: 13. November 2024

## Diskografie
- Liste der Werke von Kalevi Aho bei Discogs

- Werke von Kalevi Aho bei MusicBrainz